# Lutzomyia camposi
Lutzomyia camposi är en tvåvingeart som först beskrevs av Rodríguez M. J. D. 1950.  Lutzomyia camposi ingår i släktet Lutzomyia och familjen fjärilsmyggor. Inga underarter finns listade i Catalogue of Life.